# تپه اطراف شهر سوخته ۲۴۹
تپه اطراف شهر سوخته ۲۴۹ در شهرستان زابل، بخش شیب آب، دهستان لوتک، ۱۷/۵ک متری جنوب غرب پایگاه باستان‌شناسی شهر سوخته واقع شده و این اثر در تاریخ ۲۰ اسفند ۱۳۸۵ با شمارهٔ ثبت ۱۸۰۵۷ به‌عنوان یکی از آثار ملی ایران به ثبت رسیده است.